# Vigia (Pará)
Vigia is een gemeente in de Braziliaanse deelstaat Pará. De gemeente telt 46.205 inwoners (schatting 2009).